# Dakota City (Nebraska)
Dakota City, en anglès: Dakota City, Nebraska, és una ciutat dels Estats Units ubicada al comtat de Dakota (Nebraska) a Nebraska. Al cens de 2010 tenia 1.919 habitants.
Dona el nom a la formació geològica anomenada, des de 1862, Dakota Formation.